# 九府仙師普惠堂
25°03′38″N 121°31′14″E / 25.0606335°N 121.5205628°E
九府仙師普惠堂，位於台灣台北市民權西路，為主祀九府仙師之道教廟宇。該廟宇興建於1919年10月，為位於台北中山區的傳統建築廟宇。另外，該廟宇的組織型態為財團法人制，目前董事長為張志榮先生,祭典日期則是每年農曆之九月十二。該廟宇除辦理一般民俗活動外,功德會毎年將功德金暨香油錢所得全數辦理慈善活動.計有參與財團法人教育局認助清寒學生基金會濟助清寒學生,協助中山區公所辦理施棺及急難救助,捐贈台北市消防局教護車關懷鄰里,贊助教育活動(美術菁英賽)並提供愛心便當嘉惠學生,
普惠堂供奉之九府仙師為中國福建興化一帶道教神明，又稱為九鯉仙師。